# Ricardo Pavoni
Ricardo Elvio Pavoni Cúneo, auch als Elbio Ricardo Pavoni geführt, (* 8. Juli 1943 in Montevideo) ist ein ehemaliger uruguayischer Fußballspieler und heutiger -trainer. Er spielte in seiner Karriere für Defensor und Independiente Avellaneda sowie für die uruguayische Fußballnationalmannschaft.

## Karriere

### Vereinskarriere
Ricardo Pavonis erste Station im Fußball war der uruguayische Hauptstadtverein Defensor. Hier spielte er von 1960 bis 1964 ohne große Erfolge, die Kräfteverhältnisse im uruguayischen Fußball waren schon in den Sechzigerjahren sehr zu Gunsten von Peñarol und Nacional Montevideo verteilt. 1964 wurde Pavoni vom argentinischen Spitzenverein CA Independiente als Ersatz für seinen Landsmann Tomás Rolan verpflichtet, da dieser sich schwer verletzt hatte. Ricardo Pavoni hatte dadurch sofort seinen Stammplatz sicher und gab diesen auch nicht wieder her, bis er 1976 Abschied aus dem Estadio Libertadores de América nahm. Von 1965 bis 1976 hatte Pavoni mit Independiente wettbewerbsübergreifend zwölf wichtige Titel geholt und 423 Ligaspiele in der Primera División mit 57 Toren absolviert. Dreimal wurde der Mittelfeldspieler argentinischer Meister, zum ersten Mal im Nacional-Wettbewerb 1967, als man Erster wurde mit zwei Punkten vor Estudiantes de La Plata. Fast drei Jahre später, 1970, gelang mit dem Gewinn des Metropolitano der zweite Meistertitel für Pavoni mit Independiente. Diesmal rangierte man nach Ablauf aller Spieltage punktgleich mit CA River Plate auf dem ersten Platz, einzig die bessere Tordifferenz entschied die Meisterschaft für Independiente. Genau ein Jahr später, erneut im Metropolitano, siegte man zum dritten Mal in der Liga, als der erste Rang, einen Punkt vor CA Vélez Sársfield, belegt wurde.
Durch die Erfolge auf nationaler Ebene nahm CA Independiente auch oft an kontinentalen Turnieren teil. Bereits in seinem ersten Jahr bei dem Verein war Ricardo Pavoni am schon zweiten Gewinn der Copa Libertadores beteiligt, sein erstes Spiel für Independiente war ein Spiel der Copa Libertadores 1965 gegen die Boca Juniors, das Independiente, das Pavonis Mannschaft 2:0 gewann. Trotz einer 0:1-Niederlage im Rückspiel stand man im Endspiel, das man gegen den CA Peñarol gewann. Ricardo Pavoni kam in diesen drei Endspielen jedoch nicht zum Einsatz. In den wenig später folgenden Spielen um den Weltpokal gegen den Sieger im Europapokal der Landesmeister 1964/65, Inter Mailand, spielte Pavoni beide Spiele, konnte die Niederlage aber nicht verhindern. Nach nun sieben Jahren ohne internationalen Titel wurden die Siebzigerjahre die erfolgreichste Zeit in der Vereinsgeschichte von Independiente Avellaneda und auch in der Karriere von Ricardo Pavoni. Im Jahre 1972 wurde durch einen Finalsieg gegen Universitario de Deportes aus Peru zum zweiten Mal für Pavoni und zum dritten Mal für seinen Verein die Copa Libertadores gewonnen, das Weltpokalendspiel ging gegen Ajax Amsterdam deutlich verloren. In der Copa Libertadores 1973 schaffte Independiente die Titelverteidigung, im Finale wurde Colo-Colo aus Chiles Hauptstadt Santiago bezwungen. Diesmal war man auch im Weltpokal erfolgreich, Independiente siegte durch ein Tor von Ricardo Bochini mit 1:0 gegen Juventus Turin. Dies sollte der einzige Weltpokal für Ricardo Pavoni bleiben, während noch zweimal die Copa Libertadores gewonnen wurde. Bei dem Turnier 1974 gewann man das Endspiel gegen den FC São Paulo, Ricardo Pavoni traf im Entscheidungsspiel zum wichtigen 1:0, das Independiente den Titel sicherte. 1975 war er auch dabei, als sich Independiente zum für neun Jahre letzten Mal zum Libertadores-Gewinner krönte und Unión Española im Finale hinter sich ließ.
Ricardo Pavoni ist unter den Anhängern von CA Independiente noch heute sehr beliebt. Er hatte sich in seiner aktiven Zeit vor allem durch Flankenläufe und durch starke Freistöße einen Namen gemacht. Nach dem Karriereende blieb Pavoni Independiente treu und coachte bis heute oftmals Jugendmannschaften oder die Reservemannschaft des Vereins. Zweimal war er auch interimsweise Cheftrainer, nachdem Miguel Brindisi 1995 beziehungsweise Daniel Garnero im Jahre 2010 entlassen wurden.

### Nationalmannschaft

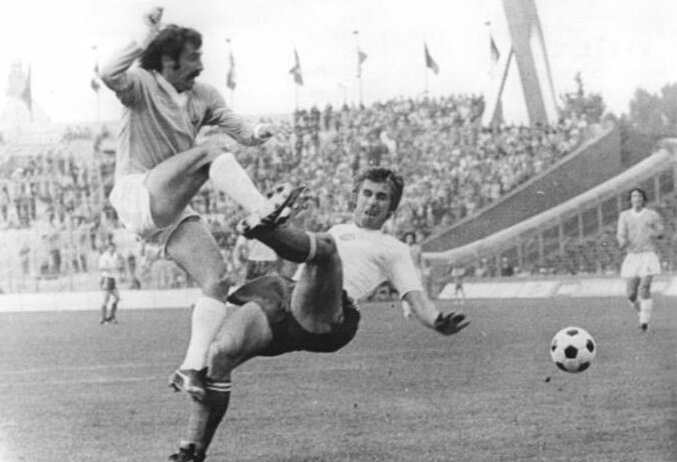
Ricardo Pavoni (links) beim Spiel der Fußball-Weltmeisterschaft 1974 gegen Bulgarien

Ricardo Pavoni kam von seinem Debüt am 15. August 1962 bis zu seinem letzten Einsatz am 23. Juni 1974 auf dreizehn Länderspiele (zwei Tore) in der uruguayischen Fußballnationalmannschaft. Diese geringe Zahl an Länderspielen kann darauf zurückgeführt werden, dass es zur damaligen Zeit nicht üblich war, als Nationalspieler in der Liga eines anderen Landes zu spielen. Im Jahre 1974 wurde Ricardo Pavoni von Uruguays Nationaltrainer Roberto Porta in den Kader für die Fußball-Weltmeisterschaft in Deutschland berufen. Mit nur einem Punkt aus drei Spielen schied das Team des zweimaligen Weltmeisters bereits nach der Vorrunde aus. Pavoni spielte in allen drei Spielen Uruguays über die volle Spielzeit und erzielte beim 1:1-Unentschieden gegen Bulgarien in der 87. Spielminute das einzige Tor für Uruguay bei dieser Weltmeisterschaft und sein zweites und letztes Länderspieltor.

## Erfolge
- Nationale Titel:

Argentinische Meisterschaft: 3× (Nacional 1967, Metropolitano 1970, Metropolitano 1971)
- Internationale Titel:

Weltpokal: 1× (1973)
Copa Libertadores: 5× (1965, 1972, 1973, 1974, 1975)
Copa Interamericana: 2× (1973, 1976)